# کمیته المپیک روسیه
کمیته المپیک روسیه (روسی: Олимпийский комитет России) یک سازمان ورزشی است که نماینده کشور روسیه در کمیته بین‌المللی المپیک می‌باشد.
این سازمان که در سال ۱۹۱۱ تأسیس شده مسئول آماده‌سازی و اعزام ورزشکاران به بازی‌های المپیک، بازی‌های المپیک جوانان و بازی‌های اروپایی است. 